# 勒普热
勒普热（法語：Le Pouget，法語發音：[lə puʒɛ]）是法国埃罗省的一个市镇，属于洛代沃区。

## 地理
勒普热（43°35'32"N, 3°31'29"E）面积13.91 平方千米，位于法国奧克西塔尼大區埃罗省，该省份为法国南部沿海省份，南濒地中海，西南接奥德省，西北接塔恩省和阿韦龙省，东北与加尔省接壤。
与勒普热接壤的市镇（或旧市镇、城区）包括：卡内、普莱桑、波皮扬、普佐勒、皮拉谢、圣博济勒-德拉西尔沃、特雷桑、旺代米扬。

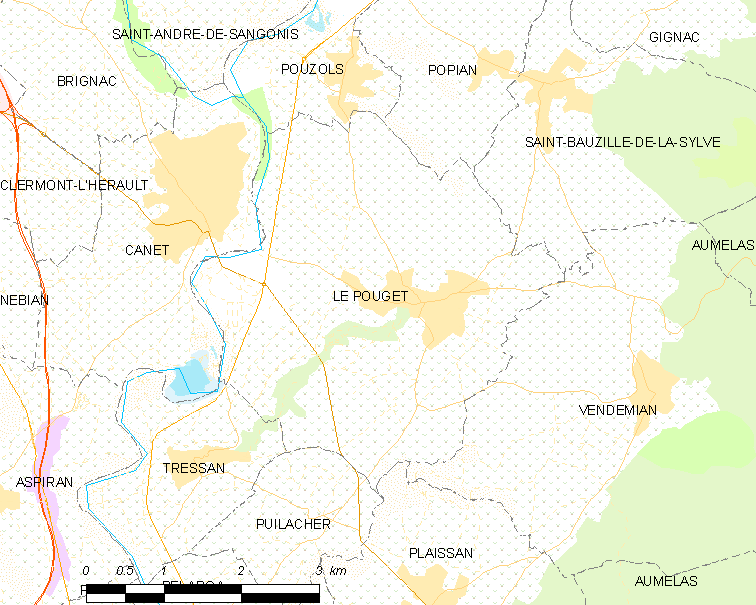
勒普热的OSM定位图

勒普热的时区为UTC+01:00、UTC+02:00（夏令时）。

## 行政
勒普热的邮政编码为34230，INSEE市镇编码为34210。

## 政治
勒普热所属的省级选区为日尼亚克县。

## 人口

1962-2008年间勒普热人口变化图示

勒普热于2022年1月1日时的人口数量为2101人。